# Wesele w Kanie (fresk Giotta)
Wesele w Kanie – fresk autorstwa Giotto di Bondone namalowany ok. 1305 roku dla kaplicy Scrovegnich w Padwie.

Jeden z 40 fresków namalowanych przez Giotta w kaplicy Scrovegnich należący do cyklu scen przedstawiających życie Joachima i Anny, rodziców Marii oraz Chrystusa. Wydarzenia w Kanie Galilejskiej zostały opisane w Ewangelii Jana: W Kanie Galilejskiej odbyło się wesele na które zostali zaproszeni Maria i Jezus ze swoimi uczniami. W pewnym momencie zabrakło wina, wówczas matka zwróciła się o pomoc do Jezusa, a następnie zwróciła się do sług: 

.Wtedy Matka Jego powiedziała do sług: "Zróbcie wszystko, cokolwiek wam powie". Stało zaś tam sześć stągwi kamiennych przeznaczonych do żydowskich oczyszczeń, z których każda mogła pomieścić dwie lub trzy miary. Rzekł do nich Jezus: "Napełnijcie stągwie wodą!" I napełnili je aż po brzegi. Potem do nich powiedział: "Zaczerpnijcie teraz i zanieście staroście weselnemu!" Ci więc zanieśli. Gdy zaś starosta weselny skosztował wody, która stała się winem - a nie wiedział, skąd ono pochodzi, ale słudzy, którzy czerpali wodę, wiedzieli - przywołał pana młodego i powiedział do niego: "Każdy człowiek stawia najpierw dobre wino, a gdy się napiją, wówczas gorsze. Ty zachowałeś dobre wino aż do tej pory".

Giotto umieścił scenę w pokoju z otwartym dachem. Dużą uwagę poświęcił szczegółom wystroju: na ścianach namalował lamperię w czerwone pasy, nad nimi znajdują się drewniane ażurowe kraty, a na nich stoją ozdobne dzbany. Po lewej stronie stołu siedzi Jezus. Robi on gest błogosławieństwa; w tym właśnie czasie dokonuje się cud przemienienia wody w wino. Obok niego siedzi pan młody i apostoł Bartłomiej, który uważnie patrzy na niego. Pośrodku stołu siedzi panna młoda, a z jej lewej strony Maria, która również błogosławi wino. Gest Marii odzwierciedla słowa: "Zróbcie wszystko, cokolwiek wam powie". Nie wiadomo dlaczego ten sam gest wykonuje panna młoda.
Po prawej stronie znajduje się grupa sług wraz z gospodarzem wesela. Scena przedstawiona jest groteskowo. Postać próbującego wino gospodarza jest dość tęga, jego czerwona tunika podkreśla jego otyłość, głowa nie ma szyi. Prawdopodobnie jest to rzeczywista postać, na której wzorował się Giotto. Uchwycenie go w chwili kosztowania trunku i umieszczenie na pierwszym planie dzbanów z winem o kształcie bardzo podobnym do zaokrąglonej sylwetki, może świadczyć zarówno o poczuciu humoru malarza jak i próbie uzyskania skrótu perspektywy co nadaje freskowi większej głębi.